# 大田切站
大田切站（日语：／ Ōtagiri eki */?）是位於日本長野縣駒根市大田切的東海旅客鐵道（JR東海）飯田線車站。

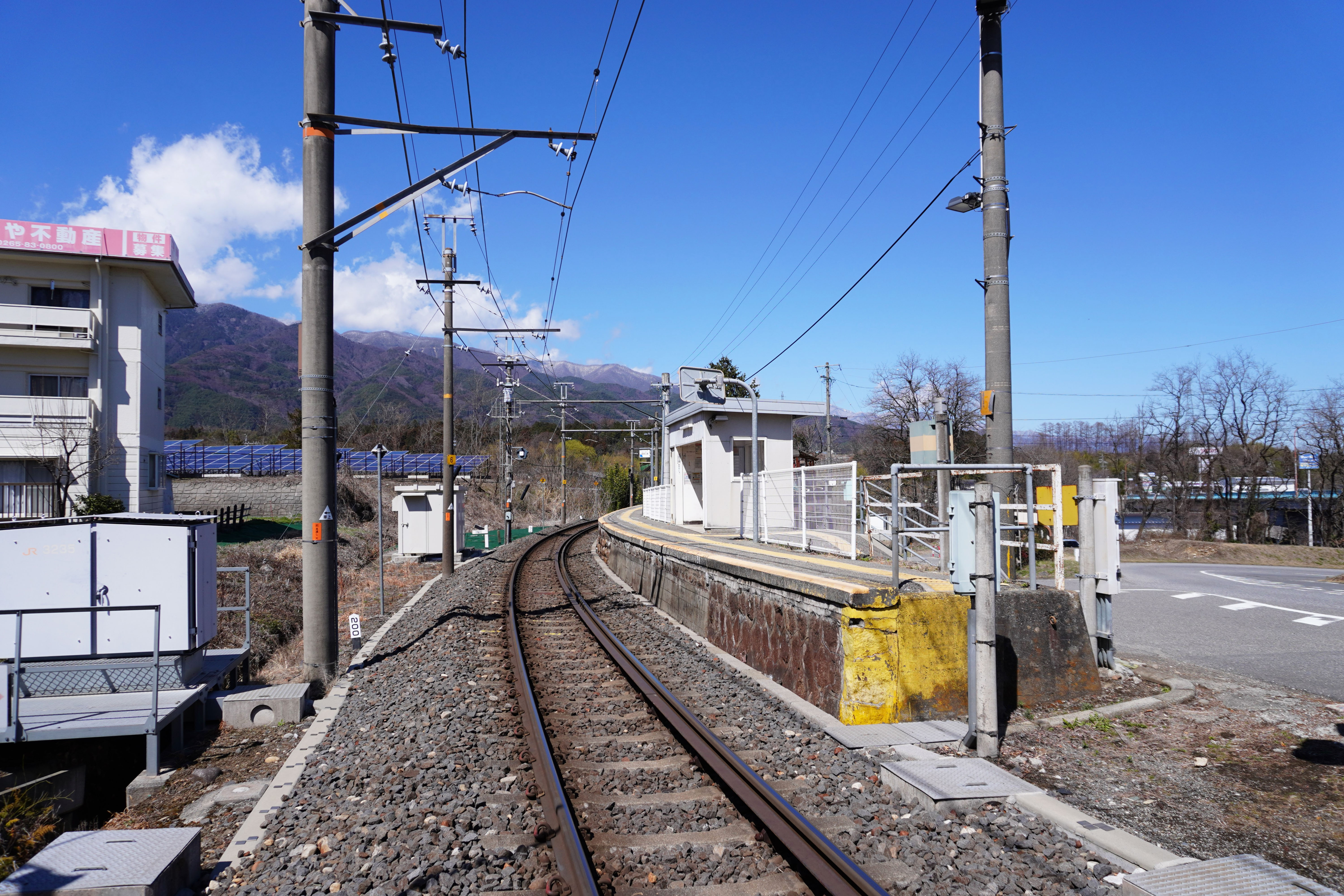
月台全景(2023年3月)

## 車站構造
- 單式月台，1面1線，不可以列車交會
- 地上車站。
- 由伊那市站管理的無人站。
- 設有站舍和候車室，月台空隙較闊。

## 車站周邊
- 駒根駕駛學校
- 大田切川鐵路橋
- 國道153號

## 历史
- 1914年（大正3年）10月31日 - 伊那電車軌道（1919年改名為伊那電氣鐵道）宮田站至赤穗站（現在的駒根站）延伸段啟用，新設大田切停車站。
- 1943年（昭和18年）8月1日 - 伊那電氣鐵道線國有化，成為國鐵飯田線車站。車站停用。
- 1946年（昭和21年）9月1日 - 車站再次啟用。為一般車站。同時，在東海道本線濱松站至名古屋站、飯田線各站、中央本線上諏訪站至鹽尻站、松本站上車的乘客可使用本車站。
- 1954年（昭和29年）12月1日 - 在東京都區内的車站與長野站上車的乘客也可使用本車站。
- 1967年（昭和42年）10月1日 - 行李和貨物起卸服裝停止，只有旅客服務。
- 1971年（昭和46年）4月1日 - 旅客上落車站的制限廢除。
- 1987年（昭和62年）4月1日 - 因國鐵分割民營化，本站成為東海旅客鐵道的車站。
- 1999年（平成11年）9月1日 - 新的候車室啟用。

## 相鄰車站
東海旅客鐵道（JR東海）
 飯田線
■快速（只限「水篶」下行停靠）、■普通
駒根－大田切－宮田